# アストラ・コンスタブル
アストラ・コンスタブル（Astra Constable）とは、1960年代にスペインで開発された拳銃である。アストラ5000（Astra 5000）とも呼ばれる。

## 概要
1965年、スペインのアストラ社はドイツ製ワルサーPP拳銃の設計に改良を加えた新型拳銃を発表した。この拳銃は欧州市場ではアストラ5000、アメリカ市場ではアストラ・コンスタブルの製品名で販売された。欧州市場ではアストラ5000には口径が異なる3つのモデルが発表され、これに加えてアメリカ市場ではコンスタブル・スポーツ（Constable Sport）という152mm銃身と高精度照準器を備えた22口径モデルが発表されている。

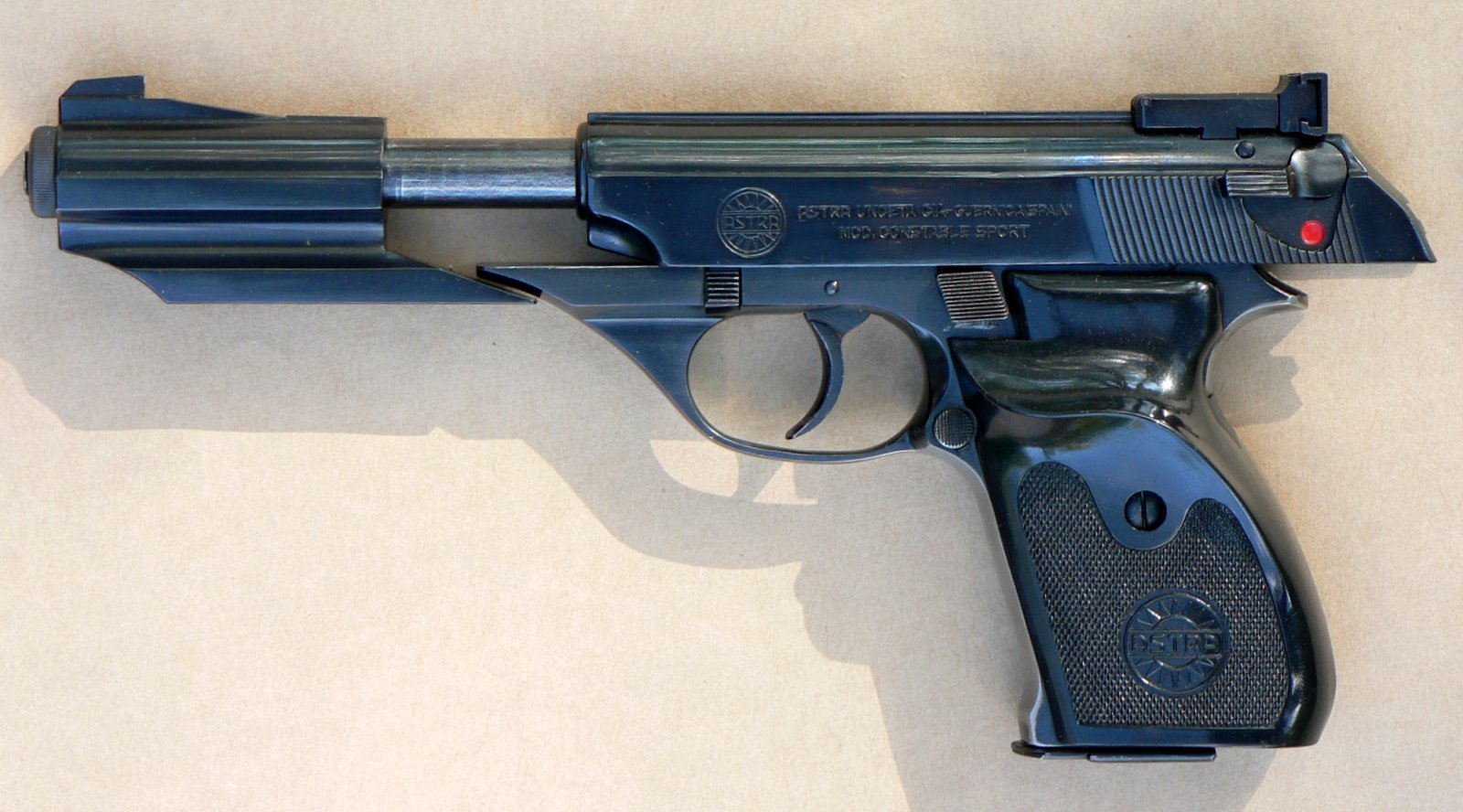
コンスタブル・スポーツ

## 構造
アストラ・コンスタブルはダブルアクションでストレートブローバック方式の自動式拳銃である。基本構造は原型となったワルサーPP/PPKと同様でありスライドの左側面にある安全装置はデコッキングレバーを兼ねている。
ワルサーPP/PPKとの主な相違点として以下の点がある。
- 外部から操作可能なスライドストップ
- 独立したテイクダウンラッチ
- ローディングインディケーターの廃止

専用の箱型弾倉は単列式で、装填数は口径によって10発（.22LR）、8発（7.65mm）、7発（9mm）である。リリースボタンは銃の左側面にあった。銃身にはオプションを取り付けるためのネジが切られていた。